# Bernardo Batievsky
Bernardo Batievsky (Lima, Perú; 1 de abril de 1930-ib., 2 de junio de 1992) fue un empresario de telecomunicaciones peruano. Además de ser uno de los fundadores de Frecuencia 2 (actualmente Latina Televisión), también se desempeñó como publicista, productor de cine y cineasta.

## Biografía
Bernardo Batievsky nació el 1 de abril de 1930, se graduó en ingeniería industrial y trabajó en televisión en Los Ángeles. A mediados de la década de 1950, Batievsky volvió a Lima para convertirse en propietario de la empresa de omnibuses San Miguel, empresa cuyo padre había fundado.
Luego de sobrevivir a un ataque cardíaco a inicios de la década de 1970, Batievsky empezó a escribir y luego dirigir una película sobre fútbol protagonizada por Hugo Sotil titulada Cholo. Una semana después de su estreno, Batievsky mando a retirar la película de cartelera después de recibir críticas negativas.
Luego del fracaso crítico y comercial de Cholo, escribió y produjo Espejismo, que sería dirigida por Armando Robles Godoy. Espejismo ganó muchos premios, incluido el 1.er Premio en el Festival de Chicago. y la nominación al Globo de Oro a Mejor Película en lengua extranjera, y se volvió un clásico del cine peruano.
En 1982, junto a Mendel Winter y Baruch Ivcher, formaron la Compañía Latinoamericana de Radiodifusión y adquirieron la licencia de Tele 2 y fundaron Frecuencia 2 (actualmente Latina Televisión), que inició sus transmisiones el 23 de enero del año siguiente.
En 1987, produjo la película Fantasías dirigido por Efraín Aguilar y protagonizado por Adolfo Chuiman.
Batievsky falleció el 2 de junio de 1992; pocos días después, las instalaciones del canal sufrirían un atentado terrorista provocado por Sendero Luminoso.
En 2012, Batievsky fue objeto del documental Cuéntame de Bía, dirigido por su nieta Andrea Franco Batievsky, quien actualmente se encuentra supervisando el proceso de restauración de Cholo y Espejismo en el UCLA Film & Television Archive.